# The Onion Movie
The Onion Movie is een Amerikaanse filmkomedie uit 2008 gemaakt door de mensen van de satirische nieuwsorganisatie The Onion. De film werd geregisseerd door Tom Kuntz en Mike Maguire.

## Verhaal
Het plot gaat over nieuwslezer Norm Archer (Len Cariou) en bevat diverse humoristische sketches en parodieën. Steven Seagal speelt een parodie op de actieheld die hij in andere films speelt. Soms wordt de film onderbroken door fictieve recensenten die commentaar op de film leveren.

## Rolverdeling
Acteurs die meespelen zijn onder andere Ahmed Ahmed, Michael Bolton, Len Cariou, Daniel Chacón, Nick Chinlund, Kate Fuglei, Robert Hoffman, Marshall Manesh, Abigail Mavity, Joel McHale, Don McManus, Steven Seagal en Ken Takemoto.

## Productie
De productie van The Onion Movie begon al in 2003, maar vanwege slechte testscreenings werd het project op de lange baan geschoven. In 2008 werd de film toch afgemaakt en uitgebracht.

## Ontvangst
De film ontving gemengde reacties.